# Vasa grenadjärbataljon
Vasa grenadjärbataljon eller Vasabataljonen är ett svenskspråkigt militärt förband under det finska inbördeskriget. 
Förbandet började organiseras den 14 februari 1918 av Sixten Öberg och bestod av finlandssvenskt manskap och rikssvenskt befäl. Kommandospråk var svenska. 
Chef var major Sixten Öberg.

## Avdelningar
- 1. kompani

Chef: sergeant Thure Pettersson.
- 2. kompani

Chef: sergeant Holger Olsson, senare sergeant Ivar Aldin.
- 3. kompani

Chef: sergeant Ivar Aldin, senare furir Fritz Waldemar Odell.
- Kulsprutekompani

Chef: väbel Nils Viktorin.